# Annbank
Annbank est un village situé dans le South Ayrshire, en Écosse.